# Piero Simondo
Piero Simondo (* 25. August 1928 in Cosio di Arroscia; † 6. November 2020 in Turin) war ein italienischer Künstler und Maler.

## Leben
Piero Simondo wurde 1928 in Cosio di Arroscia (Imperia) geboren. Er war Schüler von Felice Casorati und Filippo Scroppo an der Accademia Albertina in Turin und schloss sein Studium der Philosophie an der Universität Turin ab. Seine ersten Werke waren abstrakte Keramiken, die 1952 in Alba ausgestellt wurden, wohin er auf Einladung von Pinot Gallizio, der ihn in die Malerei einführte, gezogen war. Im September 1955 gründete er dort zusammen mit Asger Jorn und Pinot Gallizio das Laboratorio di esperienze immaginiste der „Internationalen Bewegung für ein Imaginäres Bauhaus“ (MIBI) und gab das Magazin der Bewegung, Eristica, heraus. Eine Ausstellung in Albisola (Sommer 1955) hatte ein Treffen mit Asger Jorn ermöglicht. Im Sommer 1956 (2.–9. September) organisierte Simondo zusammen mit Jorn, Gallizio und Elena Verrone (die er im folgenden Jahr heiratete) in Alba den ersten Weltkongress der freien Künstler zum Thema „Freie Kunst und industrielle Aktivitäten“. Im Sommer 1957, während eines Urlaubs in seinem Haus in Cosio di Arroscia, gründete er die Situationistische Internationale, die er im darauffolgenden Januar zusammen mit seiner Frau und Walter Olmo, im Streit mit Guy Debord verließ. 1962 gründete er mit einer Gruppe von Arbeitern und Intellektuellen das CIRA (Centro Internazionale per un Istituto di Ricerche Artistiche) in Turin (1962–1967). Es hatte zu Ziel, die Erfahrungen des Laboratoriums von Alba wieder aufzugreifen, mit dem er unter anderem Installationen zu den Themen Entfremdung und Natur der Medien entwarf. 1972 trat er in die Universität Turin ein (und blieb dort bis 1996), um die Leitung der Laboratorien für „experimentelle Aktivitäten“ am Institut für Pädagogik zu übernehmen. Hier unterrichtete er dann Methodik und Didaktik der audiovisuellen Medien.

## Künstlerische Tätigkeit
Seine künstlerische Tätigkeit begann in den 1950er Jahren mit den „Monotypien“. Zu Beginn des folgenden Jahrzehnts leitete er die Reihe der „Topologien“ ein, die einen starken objektorientierten Einfluss hatte. Im Jahr 1968 schuf er das „Quadri-Manifest“, dem im Laufe der Zeit die „Ipo-pitture“, die „Nitro-raschiati“ und andere Bildzyklen folgten, die vom Experimentieren mit neuen Techniken und Materialien geprägt waren. In den 1990er Jahren, als sich „die Angst vor der Avantgarde gelegt hatte“, kehrte Simondo zu Pinsel und Pastellkreide zurück und schuf mehrere große Polyptychen. Im letzten Jahrzehnt widmete er sich vor allem Arbeiten auf Papier, in denen er mit erfinderischer Frische die bereits fünfzig Jahre zuvor verwendeten Verfahren wieder aufgriff. Wie Serge Stauffer, Allan Kaprow, Nam June Paik und Asger Jorn kann Piero Simondo als ein Pionier der Kunst als Forschung angesehen werden.

## Schriften
- L’alba della logica. SEI, Turin 1967.
- Ars vetus, ars modernorum. SEI, Turin 1971.
- Spazi educativi e ricerca in situazioni di Laboratorio. Tirrenia Stampatori, Turin 1981.
- Che cos’è stato il Laboratorio sperimentale di Alba. Libreria Sileno Editrice, Genua 1986.
- La situazione laboratorio. Tirrenia Stampatori, Turin 1987
- Formazione e produzione di immagini. Franco Angeli, Mailand 1989.
- Il colore dei colori. La Nuova Italia, Florenz 1990.
- A mo’ di prefazione. In: Katalog Jorn in Italia. Gli anni del Bauhaus imaginista. Fratelli Pozzo, Turin 1997.
- Guarda chi c’era, guarda chi c’è. L’infondata fondazione dell’Internazionale Situazionista. Ocra Press, Genua 2004.
- Sandro Ricaldone (Hrsg.): L’immagine imprevista. Rendiconti, opere, interviste. Il Canneto editore, Genua 2011 (hier sind die Schriften des Künstlers über die Erfahrungen der MIBI und der Gründung der Situationistischen Internationale sowie mehrere Interviews über seine bildnerische Forschung gesammelt).

### Zeitschriften
- Eristica. Zeitschrift des M.I.B.I., gegründet von Pinot Gallizio, Piero Simondo und Asger Jorn in Alba.